# シドニー・セント・メアリー大聖堂
セント・メアリー大聖堂 (英語: St Mary's Cathedral) は、オーストラリアのシドニーにあるローマ・カトリックのゴシック・リヴァイヴァル建築による大聖堂である。
歴代のシドニー大主教はここで教会の職務を遂行しており、同国カトリックの中心部として知られている。シドニー都心のハイド・パークに面している。。

## 歴史
シドニーは1788年1月26日に植民地化され、イギリスから渡って来たカトリックの人々がこの礼拝堂を建設した。ニューサウスウェールズ州知事マッコーリーが1821年に建設計画を立て、イギリス人建築家ピュージンに依頼した。ところが1864年に、礼拝堂は火事で消失した。
そこで大聖堂として再建しようという機運が高まり、ピュージンの弟子ウィリアム・ウォーデルにデザインを依頼した。
1930年にローマ教皇ピウス9世によって、教会堂より上位のバシリカであると認定された。
2000年、尖塔が新たに加えられた。
2008年6月に教皇ベネディクト16世が公式訪問した。
2023年12月14日(木)からクリスマス当日まで、クリスマスのテーマとして、イエスの誕生を祝うキリスト教の祝祭シーズン「クリスマスの12日間」が行われた。

## ギャラリー

### 外観

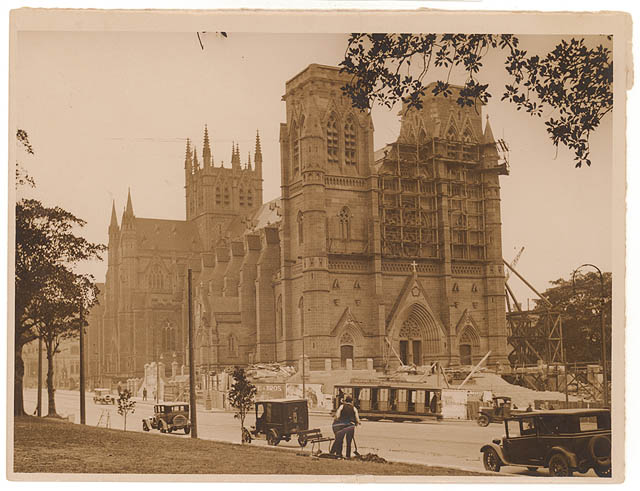
建設現場（1920年代撮影）
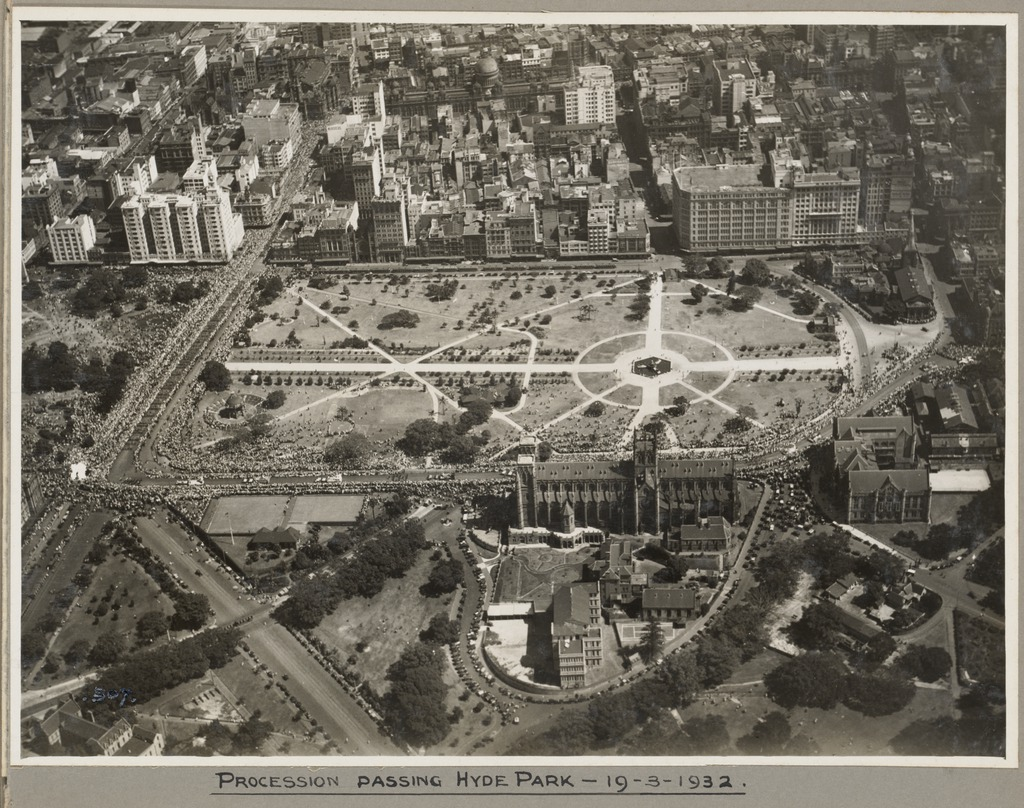
ハイド・パークとその周辺（1932年撮影）
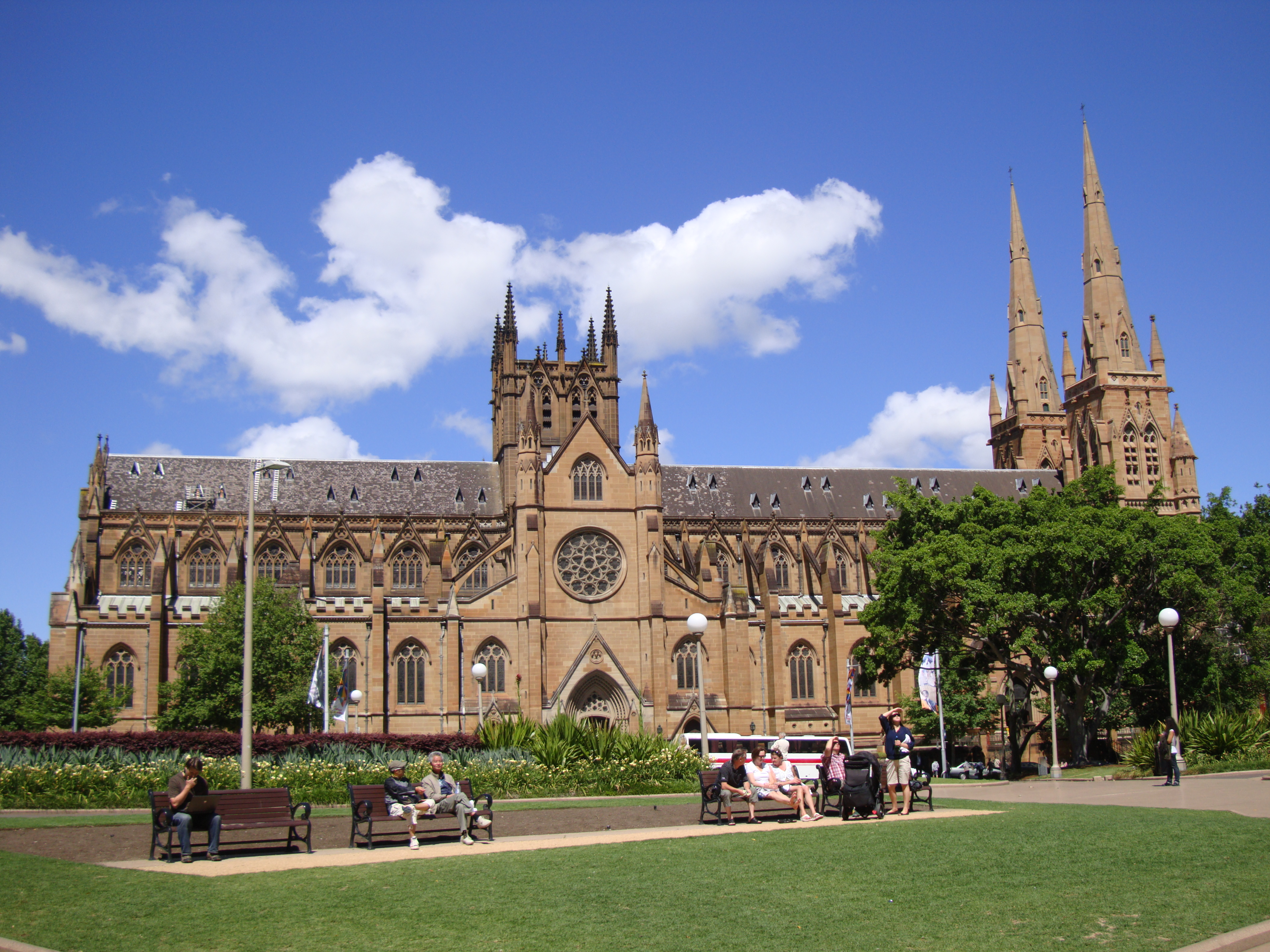
ハイド・パークより（2012年撮影）
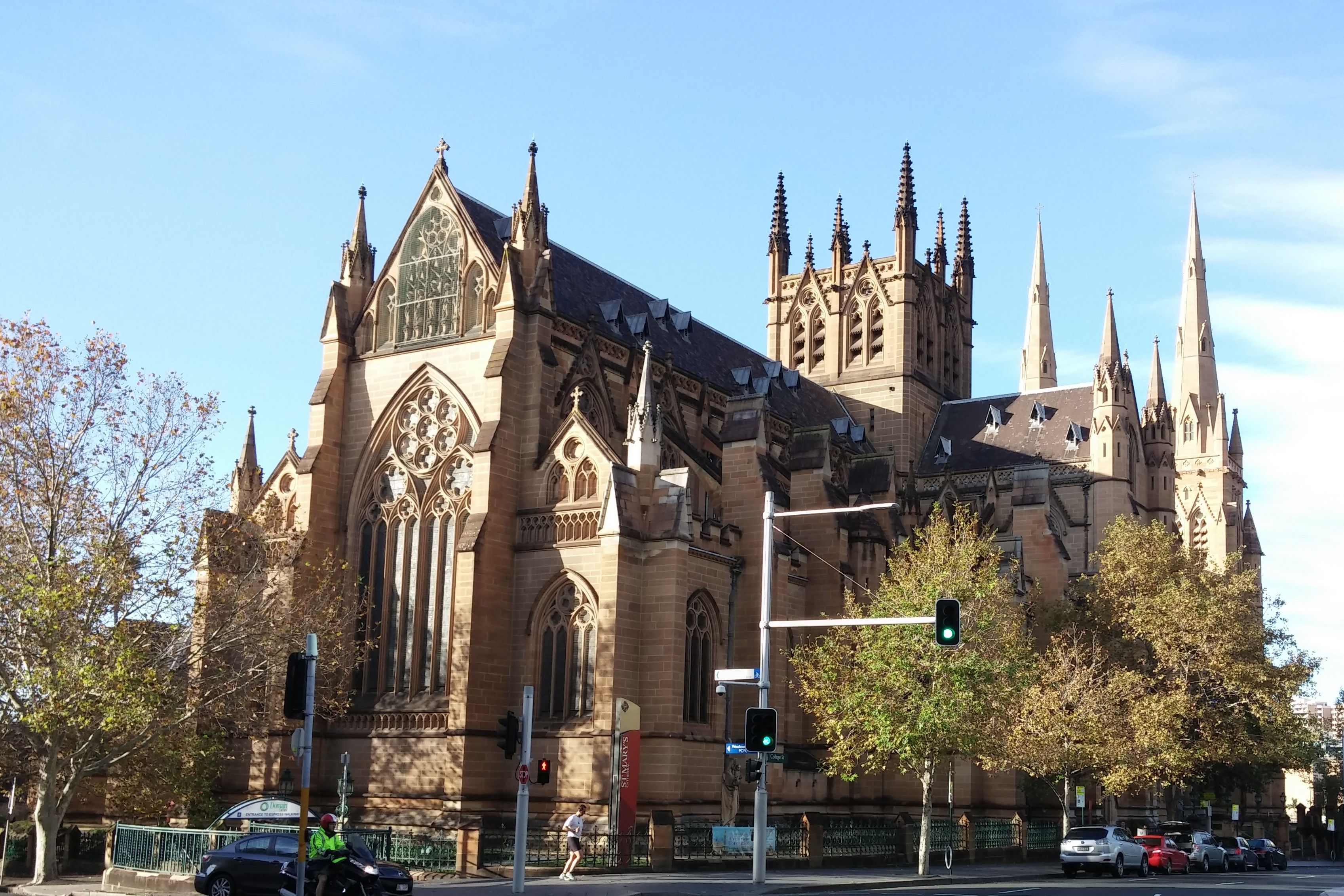
大聖堂北西側（2014年撮影）

### 内部

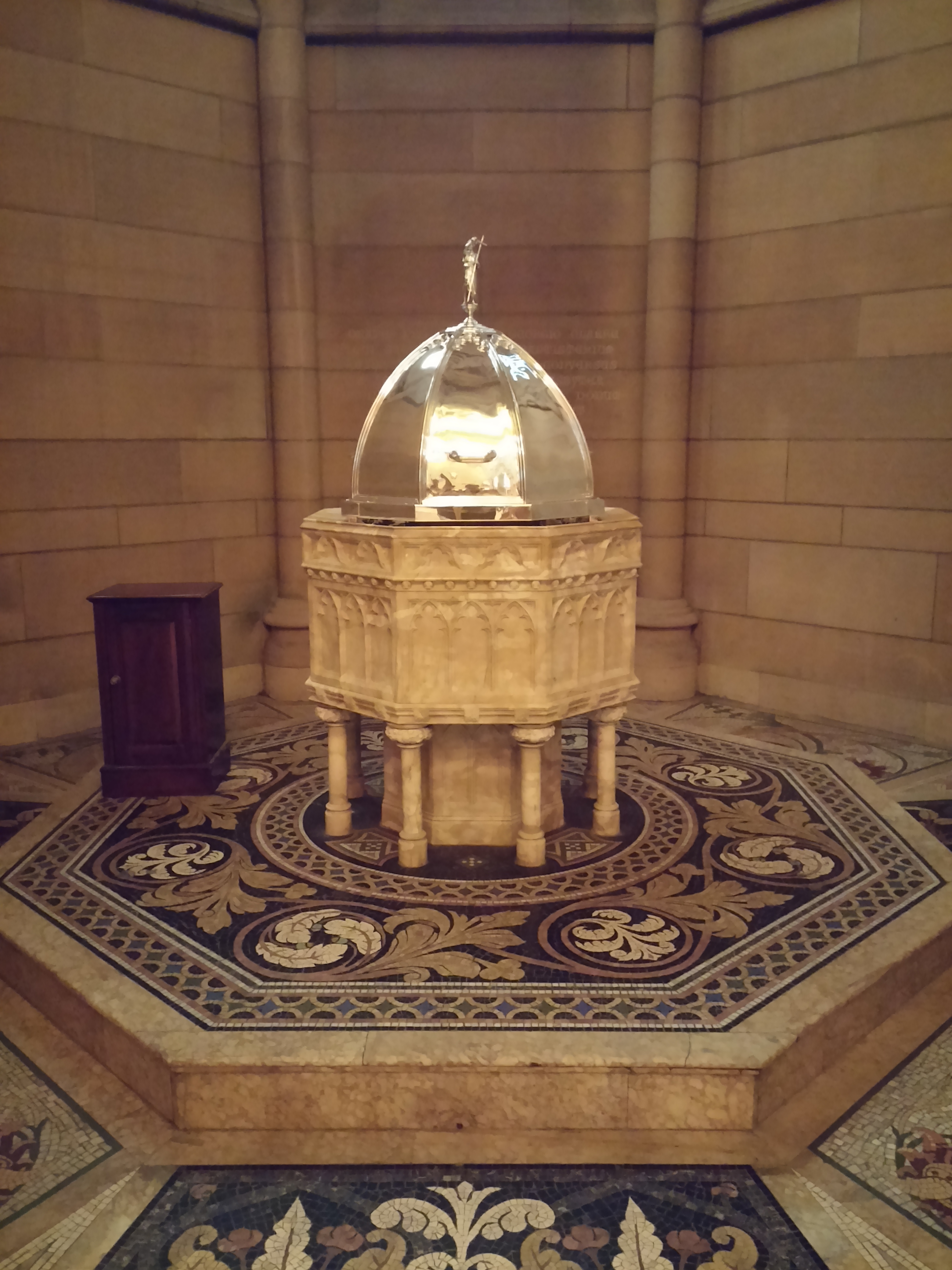
洗礼堂
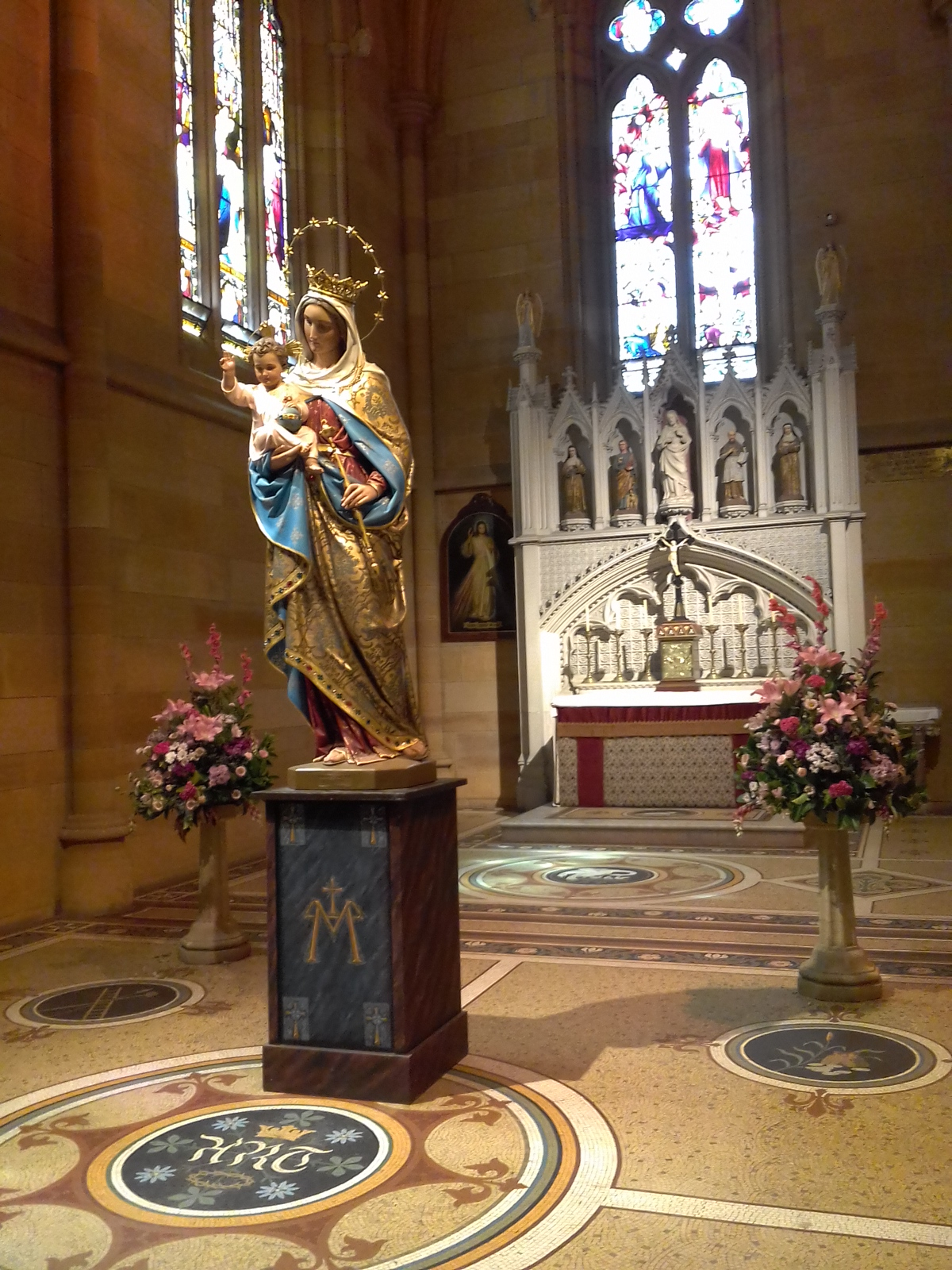
聖母子像。床のモザイクはキリストの受難を表す（部分のみ）

## 参考資料
1. ↑  “Christmas at the Cathedral set to celebrate with the Twelve Days of Christmas” (英語). Catholic Outlook (2023年11月30日). 2023年12月16日閲覧。